# Adal
Adal (in Somalo Awdal; in arabo ودال Awdāl) è una regione della Somalia (21.374 km²; 673.263 abitanti) con capoluogo Borama. È situata nello stato del Somaliland.
Nella regione si trova il sito archeologico di Amud.

## Distretti
La regione di Adal è composta da cinque distretti:
- Distretto di Baki
- Distretto di Borama
- Distretto di Dilla
- Distretto di Lughaya
- Distretto di Zeila

## Le città principali
- Borama
- Baki
- Dilla
- Lughaya
- Zeila